# Hármaslevelű indiánrózsa
A hármaslevelű indiánrózsa (Gillenia trifoliata) egy júniustól júliusig, laza bugákban, fehér csillag alakú virágokat nyitó, 50–140 cm-es évelő virág. A rózsafélék családjába tartozó növény levelei ősszel ragyogó narancsszínben pompáznak. Télálló, előnyben részesíti a félárnyékot és a mészben szegény talajt.